# 지방도 제801호선
지방도 제801호선은 전라남도 진도군 고군면 지막삼거리에서 함평군 나산면 나산면송암리 교차로를 잇는 전라남도의 지방도이다.
1983년에는 노선명이 '가학 ~ 영호선'이었으며, 1995년 12월 8일 노선을 함평군 나산면까지 연장하면서 '가학 ~ 나산선'으로 변경되었고, 2003년 3월 27일 노선 조정으로 '고군 ~ 나산선'이 되었다.

## 연혁
- 1983년 12월 14일 : 도로 확포장공사를 위해 진도군 고군면 석현리 ~ 고성리 2.66km 구간과 해남군 화원면 청룡리 1.5km 구간 도로구역 변경[1]
- 1984년 12월 10일 : 도로 확포장공사를 위해 진도군 고군면 오산리, 해남군 화원면 금평리 ~ 영호리 960m 구간 도로구역 변경[2]
- 1985년 12월 23일 : 기점을 '진도군 지산면 가학리', 종점을 '해남군 화원면 별암리'로 명시하고 도로개량이 완료된 진도군 고군면 지막리 ~ 고성리 3.84km 구간 도로예정지 해제[3]
- 1986년 8월 20일 : 1987년 9월까지 가학 ~ 영호간 도로(진도군 고군면 지막리 ~ 향동리) 3.24km 구간 확포장공사를 위해 도로구역 변경[4]
- 1987년 7월 27일 : 1988년 6월까지 가학 ~ 영호간 도로(해남군 문내면 동외리 ~ 진도군 고군면 향동리) 4.04km 구간 확포장공사 계획을 공고[5][6]
- 1988년 1월 4일 : 진도군 고군면 고성리 ~ 향동리 7.24km 구간과 해남군 문내면 동외리 ~ 화원면 청룡리 8.35km 구간 도로예정지 해제[7]
- 1988년 2월 10일 : 1988년 6월까지 진도군 고군면 벽파리 ~ 오류리 1.6km 구간 확포장공사 계획을 공고[8]
- 1988년 9월 27일 : 1988년 12월까지 도로 확포장 공사를 위해 진도군 고군면 향동리 660m 구간 도로구역 결정[9]
- 1989년 1월 6일 : 진도군 고군면 고성리 ~ 향동리 11.94km 구간과 진도군 군내면 벽파리 ~ 오류리 1.548km 구간, 해남군 문내면 동외리 ~ 화원면 청용리 8.353km 구간 도로예정지 해제[10]
- 1989년 5월 13일 : 1989년 12월까지 진도군 고군면 향동리 ~ 의신면 초사리 5.4km 구간과 진도군 임회면 석교리 ~ 지산면 인지리 3.42km 구간, 진도군 고군면 오류리 ~ 군내면 세등리 3.08km 구간 확포장공사 계획을 공고[11]
- 1990년 1월 13일 : 진도군 지산면 가학리 ~ 해남군 황산면 옥동리 25.44km 구간 도로예정지 해제[12]
- 1990년 4월 16일 : 1991년 10월까지 1991년 10월까지 가학 ~ 영호간 도로(진도군 의신면 초사리 ~ 돈지리) 7.24km 구간 확포장공사 계획을 공고[13]
- 1991년 1월 10일 : 진도군 의신면 초사리 ~ 돈지리 7.24km 구간과 진도군 지산면 인지리 620m 구간 도로예정지 해제[14]
- 1992년 5월 4일 : 1994년 12월까지 돈지 ~ 죽림간 도로(진도군 의신면 돈지리 ~ 임회면 죽림리) 9.86km 구간과 황산 ~ 옥동간 도로(해남군 황산면 옥동리) 2.22km 구간 확포장공사 계획을 공고[15]
- 1993년 3월 22일 : 도로 확포장공사를 위해 진도군 임회면 봉산리 ~ 죽림리 6.78km 구간과 진도군 지산면 삼당리 206m 도로구역 변경[16]
- 1993년 9월 27일 : 1994년 12월까지 청용 ~ 영호간 도로(해남군 화원면 청룡리 ~ 영호리) 확포장공사를 위해 4.175km 구간 도로구역 변경[17]
- 1995년 12월 8일 : 종점을 기존 해남군 화원면 별암리에서 '함평군 나산면 삼축리'로 연장함. 이에 따라 노선명을 '가학 ~ 영호선'에서 '가학 ~ 나산선'으로 변경하고 총 연장 153.6km가 됨.[18]
- 1996년 11월 25일 : 국가지원지방도 지정으로 인해 노선 변경[19]
- 1996년 12월 9일 : 1999년 5월까지 문평 ~ 나산간 도로(나주시 문평면 학교리 ~ 함평군 나산면 송암리) 확포장공사를 위해 3.2km 구간 도로구역 변경[20]
- 1999년 3월 20일 : 2000년 12월까지 와우지구(진도군 지산면 와우리) 개량공사를 위해 1.35km 구간 도로구역 변경[21]
- 2000년 2월 11일 : 2006년 1월까지 신금대교(영암군 서호면 주창리 ~ 시종면 봉소리) 개축공사를 위해 5.3km 구간 도로구역 변경[22]
- 2001년 4월 27일 : 2002년 8월까지 독천 ~ 광산간 도로(영암군 학산면 독천리) 확포장공사를 위해 1.36km 구간 도로구역 변경[23]
- 2001년 6월 27일 : 2005년 4월까지 공산 ~ 다시간 도로(나주시 공산면 동촌리 ~ 백사리) 확포장공사를 위해 5.36km 구간을 4.0km로 도로구역 변경[24]
- 2003년 3월 27일 : 기점을 진도군 지산면 가학리에서 '진도군 고군면 지막리'로 변경함. 이에 따라 노선명을 '가학 ~ 나산선'에서 '고군 ~ 나산선'으로 변경하고 총 연장 101.6km가 됨.[25]
- 2005년 7월 5일 : 2008년 12월까지 벽파지구(진도군 고군면 원포리 ~ 내산리) 개량공사를 위해 760m 구간 도로구역 변경[26]
- 2006년 1월 5일 : 신금대교 공사 기간을 2010년 12월까지 연기[27]
- 2008년 2월 20일 : 공산 ~ 다시간 도로 공사기간을 2009년 6월까지로 연기[28]
- 2011년 7월 20일 : 해남군 황산면 옥동리 349m 구간 개통[29]
- 2012년 1월 13일 : 목포시 관내 국도대체우회도로 중 청호 ~ 삼호간 도로 건설공사로 영암군 학산면 은곡리 257m 이설을 위해 도로구역 변경[30]
- 2012년 2월 1일 : 영암군 서호면 금강리 ~ 시종면 신학리 3.9km 구간 및 신금대교 개통[31]
- 2013년 6월 5일 : 2015년까지 죽말교(함평군 나산면 나산리 ~ 송암리) 개축공사를 위해 270m 구간 도로구역 변경[32]
- 2013년 11월 7일 : 2013년 12월까지 백룡제 저수지 둑 높이기 공사로 나주시 다시면 운봉리 895m 구간 도로 이설을 위해 도로구역 변경[33]
- 2014년 5월 1일 : 백룡제 저수지(나주시 다시면 운봉리) 895m 구간 이설 개통[34]
- 2015년 12월 10일 : 2016년 이후 신흥교(영암군 시종면 신흥리) 개축공사를 위해 531m 구간 도로구역 변경[35]

## 주요 경유지
- 진도군
  - 고군면 지막삼거리 - 원포리 - 마산방조제 - 고군교 - 내산리 - 벽파리 - 벽파방조제 - 벽파항 - (미개통 구간)
- 해남군
  - 황산면 (미개통 구간) - (삼지원) - 옥동리 - 옥동삼거리 - (미개통 구간 : 관춘리)
  - 산이면 (미개통 구간 : 초송리 - 송천리)
  - 마산면 (미개통 구간 : 연구리)
- 영암군
  - 미암면 (미개통 구간 : 신포리) - 미암서초등학교(폐교) - (대신자동차공업사) - 채지리
  - 삼호읍 (신기마을) - 사동삼거리 - 광서교
  - 학산면 광서교 - (광산) - 학산면신덕리 교차로 - 은곡리 - 독천초등학교 학산서분교(폐교) - 석포 교차로 - 매월리
  - 서호면 태백리 - 금강리 - 신금대교
  - 시종면 신금대교 - 시종교 - 신학리 - 봉소리 - 시종면월송리 교차로 - 내동리 - 시종중학교 - 시종터미널앞 (시종공용버스정류장) - 시종면내동리 교차로 - 와우리 - 옥야리 - 신연리 - 신연교 - 신흥리 - 신흥교
- 나주시
  - 공산면 신흥교 - 화성리 - 공산 교차로 - 금곡삼거리 - 동촌리 - 중포리 - (미개통 구간 : 신곡리 - 금강정나루)
  - 다시면 (미개통 구간 : 석관정나루) - 동당리 - 문동리 - 동곡리 - 월태리 - 다시교 - 다시우체국 - 다시면소재지 - 월태리 - 백동교 - 운봉리 - 백룡제 - 청정리 - 청정교
  - 문평면 청정교 - 국동리 - 학교삼거리 - 학교리
- 함평군
  - 나산면 송암리 - 송죽교 - 죽밀교 - 나산면송암리 교차로

## 중복 구간
- 영암군 학산면 매월리 ~ 서호면 금강리 : 지방도 제821호선과 중복
- 영암군 시종면 시종면월송리 교차로 ~ 시종터미널앞 : 지방도 제821호선과 중복
- 영암군 시종면 시종터미널앞 ~ 시종면내동리 교차로 : 지방도 제820호선과 중복
- 나주시 문평면 국동리 ~ 학교삼거리 : 지방도 제818호선과 중복

## 도로명
- 진도군 고군면 지막삼거리 ~ 마산방조제 : 하율길, 황조길
- 진도군 고군면 마산방조제 ~ 벽파항 : 동부해안로
- 해남군 황산면 옥동리 ~ 옥동삼거리 : 삼원길
- 영암군 미암면 미암서초등학교(폐교) ~ (대신자동차공업사) : 잿등로
- 영암군 미암면 (대신자동차공업사) ~ 삼호읍 (신기마을) : 지종로
- 영암군 삼호읍 (신기마을) ~ 사동삼거리 : 독천로
- 영암군 삼호읍 사동삼거리 ~ 학산면 (광산) : 도로명 없음
- 영암군 학산면 (광산) ~ 시종면 신학리 : 영산로
- 영암군 시종면 신학리 ~ 시종면월송리 교차로 : 신학로
- 영암군 시종면 시종면월송리 교차로 ~ 나주시 공산면 금곡삼거리 : 마한로
- 나주시 공산면 금곡삼거리 ~ 중포리 : 금강로
- 나주시 다시면 석관정나루 ~ 월태리 : 석관로
- 나주시 다시면 월태리 ~ 다시우체국 : 다시로
- 나주시 다시면 다시면소재지 ~ 함평군 나산면 나산면송암리 교차로 : 월암로